# 圣乔治迪布瓦 (滨海夏朗德省)
圣乔治迪布瓦（法語：Saint-Georges-du-Bois，法語發音：[sɛ̃ ʒɔʁʒ dy bwa]）是法国滨海夏朗德省的一个市镇，属于罗什福尔区。

## 地理
圣乔治迪布瓦（46°8'30"N, 0°44'7"W）面积27.9 平方千米，位于法国新阿基坦大区滨海夏朗德省，该省份为法国西部滨海省份，北起旺代省，西临大西洋，南至吉倫特省，东南接多爾多涅省，东北接德塞夫勒省接壤，东临夏朗德省。
与圣乔治迪布瓦接壤的市镇（或旧市镇、城区）包括：伯农、圣皮耶尔达米利、圣萨蒂南迪布瓦、叙热尔、武埃。

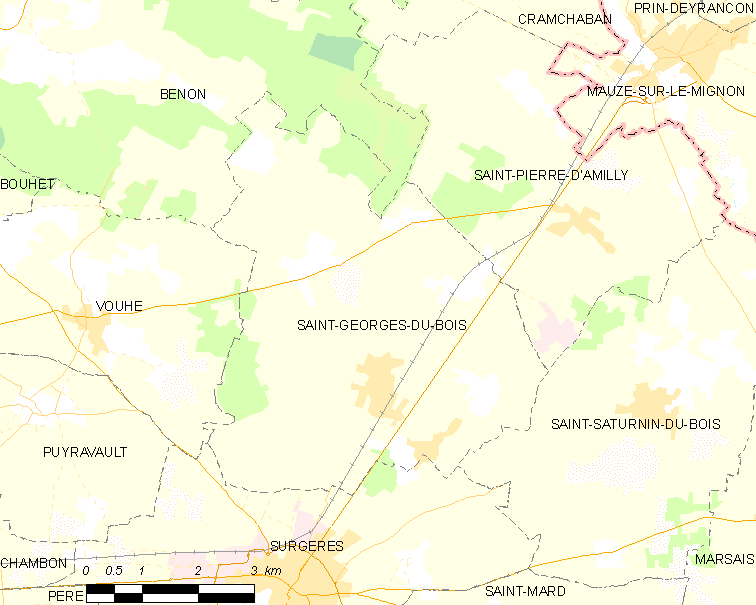
的OSM定位图

圣乔治迪布瓦的时区为UTC+01:00、UTC+02:00（夏令时）。

## 行政
圣乔治迪布瓦的邮政编码为17700，INSEE市镇编码为17338。

## 政治
圣乔治迪布瓦所属的省级选区为叙热尔县。

## 人口

1962-2008年间人口变化图示

圣乔治迪布瓦于2022年1月1日时的人口数量为1869人。